# Tristoma coccineum
Tristoma coccineum är en plattmaskart. Tristoma coccineum ingår i släktet Tristoma och familjen Capsalidae. Inga underarter finns listade i Catalogue of Life.